# Церковище (озеро, Ушачский район)
Церкови́ще (бел. Царкаві́шча) — озеро в Ушачском районе Витебской области Белоруссии. Относится к бассейну реки Ушача, протекающей через озеро.

## Физико-географическая характеристика
Озеро Церковище располагается в 20 км к юго-западу от городского посёлка Ушачи и в 0,5 км к югу от деревни, также именуемой Церковище.
Площадь зеркала составляет 0,37 км², длина — 0,93 км, наибольшая ширина — 0,66 км. Длина береговой линии — 2,64 км. Наибольшая глубина — 16,1 м, средняя — 5,5 м. Объём воды в озере — 2,05 млн м³. Площадь водосбора — 130 км².
Котловина эворзионного типа. Форма её округлая, слегка вытянутая с юго-запада на северо-восток. Склоны котловины преимущественно крутые, высотой до 10—17 м, распаханные. Высота юго-западных склонов снижается до 5—8 м, восточных — до 3—5 м. Восточный и юго-восточный склоны покрыты лесом. Береговая линия относительно ровная. Берега низкие (на севере возвышенные), песчаные, поросшие кустарником.
Глубины до 2 м занимают 22 % площади озера, глубины свыше 5 м — до 57 %. До глубины 2,5—3,5 м дно покрыто песком, ниже в донных отложениях появляется ил, а глубже 5,5—7 м дно выстилает глинистый ил с высоким содержанием железа.

## Гидробиология
Минерализация воды достигает 305 мг/л, прозрачность — 2,3 м. Озеро подвержено эвтрофикации, однако отличается значительной проточностью: через него протекает река Ушача, впадает ручей из озера Полозно и ещё два ручья. Выше и ниже по течению Ушачи расположены озёра Тартак и Замошье соответственно.
Около 38 % площади водоёма зарастает, растительность опускается до глубины 2,7—3,2 м. Ширина полосы надводной растительности достигает 40 м. В озере обитают лещ, щука, окунь, плотва, язь, краснопёрка, линь, карась, а также раки.

## Достопримечательности
В окрестностях озера находится источник, вода из которого считается целебной. До 1923 года возле истока рос дуб, однако в ходе антирелигиозной кампании дерево сожгли. Тем не менее, почитание родника не прекратилось. Согласно местной легенде, каждый год в ночь на 11 сентября, в день уничтожения дуба, его можно снова увидеть на своём месте.